# Ardisia quinquangularis
Ardisia quinquangularis är en viveväxtart som beskrevs av A. Dc. Ardisia quinquangularis ingår i släktet Ardisia och familjen viveväxter. Inga underarter finns listade i Catalogue of Life.